# رق
رِق (عربی: رق) (همچنین riqq یا RIK نوشته می‌شود) نوع از دایره زنگی است که به عنوان یک آلت موسیقی سنتی در موسیقی عربی استفاده می‌شود. این ساز یک ابزار مهم در موسیقی محلی و کلاسیک در سراسر جهان عرب زبان است. رق به‌طور سنتی دارای یک قاب چوبی است گرچه امروه ممکن است از فلز نیز ساخته شود. در اطراف دیواره‌ی ساز  تعدادی سنج قرار دارد. پوسته‌ی نازک و نیمه شفافی نیز از جنس پوست ماهی، بُز  یا اخیراً یک ماده مصنوعی بر روی لبه ساز کشیده می‌شود. قطر رق بین ۲۰ تا ۲۵ سانتی‌متر است. رق نام خود را در قرن نوزدهم به دست آورد تا از دُف و سایر سازهای کوبه ای متمایز باشد.
قاب ریک را می‌توان در دو طرف داخلی و خارجی با خاتم کاری مانند مروارید، عاج یا چوب تزئینی مانند زردآلو یا لیمو پوشاند. ده جفت سنج کوچک دارد (حدود شش سانتی‌متر قطر)، در پنج جفت شکاف نصب شده‌است. پوست ماهی یا بز جوان روی قاب چسبانده و محکم می‌شود. در مصر رق معمولاً ۲۰ سانتی‌متر عرض و حدود ۶ سانتی‌متر ضخامت دارد. در عراق کمی بزرگتر است.

## تکامل رق
رق تغییرات زیادی را در طول دو دهه گذشته تجربه کرده‌است. این ساز به طور سنتی دارای یک قاب چوبی است که  پوست حیوان به آن چسبیده است. گاهی رطوبت و دما، پوست طبیعی را تا حدی شُل می‌کند که صدای ساز نامطلوب می‌شود. سازندگان اخیراً با استفاده از پوست نایلونی، محافظ فلزی و پیچ و مهره، مشکل تغییر کوک پوست را حل کرده اند. اما سنگین شدن رق، نواختنش را کمی دشوار کرده است.